# Борис Исаковић
Борис Исаковић (Нови Сад, 14. децембар 1966) српски је глумац и универзитетски професор.

## Биографија
Прадеда му је у Другом светском рату страдали прота Јеремија Исаковић, чије име носи улица у Аранђеловцу.
Завршио је Академију уметности у Новом Саду, у класи професора Боре Драшковића.
Био је стални члан и првак драме Српског народног позоришта у Новом Саду. Од 2000. године је самостални уметник, а од 2012. године је директор драме Српског народног позоришта.
Остварио бројне улоге у Српском народном позоришту у Новом Саду, али игра и у готово свим позориштима у Београду. Глуми и на филму и телевизији.
Бави се педагошким радом. Професор је глуме на Академији уметности у Новом Саду.
Опробао се и као режисер. У Српском народном позоришту у Новом Саду 2009. године режирао је представу „Лепотица Линејна“ по тексту ирског писца Мартина Мекдоне, у којој је и одиграо улогу Пата Дулија.
У јуну 2010. године, Борис Исаковић је тешко повређен у експлозији бомбе која му је била подметнута под аутомобил. Глумцу су се гелери забили у ноге и стомак, због чега је хитно оперисан.
Године 2020. појавио се у бошњачко - холандском филму Quo vadis, Aida? у којем глуми генерала Ратка Младића.
О његовом раду и животу је написана књига „Борис Исаковић – Прича о Глумцу и Глуми” у издању Удружења драмских уметника Србије.
У браку је са глумицом Јасном Ђуричић.

## Улоге
| Год.       | Назив                                | Улога                     |
| ---------- | ------------------------------------ | ------------------------- |
| 1990.      | Секс - партијски непријатељ бр. 1    | Омладинац                 |
| 1994.      | Вуковар, једна прича                 | Тома                      |
| 1995.      | Све ће то народ позлатити            | Српски војник             |
| 1995.      | Наслеђе                              |                           |
| 1999.      | Нож                                  |                           |
| 2001.      | Апсолутних сто                       | инспектор                 |
| 2002.      | Заједничко путовање                  | Вук Стефановић Караџић    |
| 2003.      | Најбоље године                       | Марко Ристић              |
| 2004.      | Дремано око                          |                           |
| 2004.      | Кад порастем бићу Кенгур             | Ћелави                    |
| 2004.      | Мемо                                 |                           |
| 2003.      | М(ј)ешовити брак                     | Драгољуб                  |
| 2006.      | Не скрећи са стазе                   |                           |
| 2007.      | Мера за меру                         |                           |
| 2007.      | Клопка                               | Мома                      |
| 2007.      | Љубав, навика, паника                | Урошевић                  |
| 2007.      | Успаванка за дечака                  | шеф                       |
| 2007.      | Наша мала клиника                    | Милоје Томић              |
| 2009.      | Обични људи (Ordinary People)                       | наредник                  |
| 2009.      | Јесен у мојој улици                  | Недеља                    |
| 2009.      | Хитна помоћ                          | Надин отац                |
| 2010.      | Бели, бели свет                      | Бели                      |
| 2011.      | Сестре                               | Инспектор Марко Филиповић |
| 2011.      | Како су ме украли Немци              | Средоје Четник            |
| 2013.      | For Those Who Can Tell No Tales      | полицијски инспектор      |
| 2013.      | Кругови                              | Тодор                     |
| 2013.      | Одумирање                            | Страхиња                  |
| 2012−2014. | Фолк                                 | Миленко Анђелковић        |
| 2014.      | Једнаки                              |                           |
| 2014.      | Небо изнад нас                       | Слоба                     |
| 2014.      | Бранио сам Младу Босну               | Тужилац Фрањо Свара       |
| 2014.      | Травелатор                           | Дебели                    |
| 2015.      | The Paradise Suite                   | Ивица                     |
| 2015.      | Последњи пантери (ТВ серија)         | Драган Тошић              |
| 2015.      | Бранио сам "Младу Босну" (ТВ серија) | Тужилац Фрањо Свара       |
| 2016.      | Сви северни градови                  |                           |
| 2016.      | Добра жена                           | Влада                     |
| 2017.      | Мушкарци не плачу                    | Мики                      |
| 2017.      | Изгредници                           | Александров отац          |
| 2016−2017. | Сумњива лица                         | Живота Цвијовић           |
| 2017.      | Реквијем за госпођу Ј.               | Ђорђе                     |
| 2018.      | Јутро ће променити све               | професор Вујошевић        |
| 2018.      | Ти имаш ноћ                          | Слобо                     |
| 2018−2019. | Ургентни центар                      | др Илић                   |
| 2019.      | Жмурке                               | други пијанац             |
| 2019.      | Ујка - нови хоризонти                | пуковник Бјелобаба        |
| 2019.      | Група                                |                           |
| 2019.      | Прошлог Божића                       | Иван Андрић               |
| 2020.      | Отац                                 | Васиљевић                 |
| 2020.      | Зора                                 | Андрија                   |
| 2020.      | Мочвара                              | Васа Марјанов             |
| 2020.      | Куда идеш, Аида?                     | Генерал Ратко Младић      |
| 2020.      | Кости                                | Бранко Газдић Газда       |
| 2021.      | Породица                             | Слободан Милошевић        |
| 2021.      | Време зла                            | Светозар Вујковић         |
| 2021.      | Per niente al mondo                  |                           |
| 2021.      | Адвокадо                             | Свештеник Ђорђе Тртица    |
| 2022.      | Хероји радничке класе                | професор                  |
| 2022.      | Да ли сте видели ову жену?           | Зоран                     |
| 2022.      | Празник рада                         | Саво                      |
| 2022.      | Игра                                 | Радован                   |
| 2023.      | Пад (ТВ серија)                      | адвокат Ратко Вукчевић    |
| 2023.      | Изгубљена земља                      | наставник                 |
| 2023.      | Посета (серија)                      | Илија                     |
| 2023.      | Знам како дишеш                      | Саша                      |
| 2024.      | Кожа (ТВ серија)                     | Сејдо                     |
| 2024.      | Свему дође крај                      | Динко Хорват              |
| 2024.      | Мајка Мара                           | Борис                     |
| 2025.      | Државни посао                        | корњача Раде              |
| 2025.      | Оче наш (филм)                       | Бранко                    |
| 2025.      | Пред буку                            | наратор                   |
| 2025.      | Aпсолутних сто (серија)              |                           |
| 2025.      | Звечарке (филм)                      |                           |
| 2019-2025. | Сенке над Балканом                   | Милан Стојадиновић        |

### Одабране улоге у позоришту
- Алексеј, Николај Кољада: „Мурлин Мурло“, режија Радослав Миленковић;
- Петар, Стеван Сремац: „Поп Ћира и поп Спира“, режија Милан Караџић;
- Брик, Тенеси Вилијамс: „Мачка на усијаном лименом крову“, режија Љубослав Мајера;
- Анђело, Вилијам Шекспир: „Мера за меру“, режија Дејан Мијач;
- Ђорђе, Небојша Ромчевић: „Лаки комад“, режија Егон Савин;
- Волујар, А. Силађи:"Пепо илити Побуна анђела";
- Максим Црнојевић, Лаза Костић: „Максим Црнојевић“, режија Никита Миливојевић (Народно позориште, Београд);
- отац, Душан Јовановић: „Ослобођење Скопља“, режија Жанко Томић;
- Сергеј Павлович Војницев, Мајкл Фрејн: „Дивљи мед“, режија Дејан Мијач (Атеље 212);
- др Марко Бикар, лекар, Ђорђе Лебовић: „Раванград“, режија Дејан Мијач;
- Леоне Глембај, Мирослав Крлежа: „Господа Глембајеви“, режија Егон Савин;
- Сава Текелија, Петар Грујичић: „Текелија“, режија Душан Петровић;
- диригент, Теренс Мекнили: „Стендалов синдром“, режија Стефан Саблић;
- редитељ, Луц Хибнер: „Грета, страница 89", режија Борис Лијешевић;
- Милан, Биљана Србљановић: „Скакавци“, режија Дејан Мијач (Југословенско драмско позориште);
- Страхиња, сељак, Душан Спасојевић: „Одумирање“, режија Егон Савин (Атеље 212);
- Он, Маја Пелевић: „Ја или неко други“, режија Кокан Младеновић;
- Дробац, Љубомир Симовић: „Путујуће позориште Шопаловић“, режија Томи Јанежич (Атеље 212);
- Иларион Руварац, Вида Огњеновић: „Је ли било кнежеве вечере?", режија Вида Огњеновић;
- тренер, Милена Марковић: „Шума блиста“, режија Томи Јанежич (Атеље 212);
- Оргон, Молијер: „Тартиф“, режија Егон Савин (Југословенско драмско позориште);
- Пато Дули, Мартин Мекдона: „Лепотица Линејна“, сопствена режија;
- Кремен, Вилијем Шекспир: „Како вам драго“, режија Слободан Унковски (Југословенско драмско позориште)

## Награде
- За улогу Алексеја у представи Мурлин Мурло Николаја Кољаде награђен на Гардош фесту 1995 , добио Награду " Предраг Томановић " 1997, и награду на Фестивалу у Бањалуци 1998
- За улогу ЂОРЂЕ у представи Лаки комад Небојше Ромчевића добио је Годишњу награду СНП ;
- За улогу Брика у представи Мачка на усијаном лименом крову Тесенија Вилијамса добио је Награду на Сусрету војвођанских позоришта у Сремској Митровици, априла 1998 ;
- За улогу АНЂЕЛА у представи Мера за меру Вилијама Шекспира добио : Годишњу награда 1999. за Дан СНП ; Награда на Сусрету војвођанских позоришта 1999 , Награда " Предраг Пеђа Томановић " 2000.
- Стеријина награда за улогу у представи МАКСИМА Максим Црнојевић Л. Костића у режији Н. Миливојевића , 2000. у извођењу Народног позоришта у Београду по .
- Стеријина награда 2007. за улогу Мужа у представи Наход Симеон Милене Марковић, режија Томи Јанежич, продукција СНП и Стеријино позорје, и за улогу Страхиње у представи Одумирање Душана Спасојевића, режија Егон Савин , Позориште Атеље 212.
- Награда за најбољу мушку улогу на 12. југословенском позоришном фестивалу у Ужицу 2007. за представе Ја или неко други и Одумирање
- Годишња награда Српског народног позоришта 2008. године за улоге у представама Ја или неко други , Наход Симеон и Зверињак .
- Награда " Раша Плаовић " за улогу Оргона у представи Тартиф Југословенског драмског позоришта у режији Егона Савина 2008. године
- Награда " Вељко Маричић " за улогу Оргона у представи Тартиф Југословенског драмског позоришта у режији Егона Савина на 16. међународном фестивалу малих сцена у Ријеци 2009.
- Октобарска награда Новог Сада, 2009. године
- Награда за партнерску игру на Фестивалу глумца у Никшићу 2010. за представу Грета, страница 89 Луца Хибнера у режији Бориса Лијешевића
- Награда „Срце Сарајева“ за главног глумца, 2021.[7]
- Награда Добричин прстен, 2022.[8]

## Галерија
- Грета, страница 89 (драма Луца Хибнера), редитељ Борис Лијешевић; глумци: Јасна Ђуричић и Борис Исаковић, СНП, Нови Сад, сезона 2005/2006.